# Vâltori (Vadu Moților), Alba
Vâltori este un sat în comuna Vadu Moților din județul Alba, Transilvania, România. La recensământul din 2002 avea o populație de 56 locuitori.